# Abbaye de Broumov
L'abbaye de Broumov (en tchèque : Broumovský klášter ; en allemand : Stift Braunau) est une abbaye bénédictine située dans la ville de Broumov en Tchéquie. Ses origines remontent en 1213, lorsque le roi Ottokar Ier de Bohême offre le fief aux Bénédictins du monastère de Břevnov.

## Histoire
Vers 1213, le roi Ottokar Ier de Bohême, issu de la dynastie des Přemyslides, offre les domaines de Police aux moines bénédictins de Břevnov. Au fil des ans, les frères colonisèrent les vallées environnantes des Sudètes, proches de la frontière limitrophe avec la Silésie en Pologne, et ils fondèrent une prévôté sur un rocher au-dessus de la rivière Stěnava qui allait conduire au bourg de Broumov.
Pendant les croisades contre les hussites, en 1420, le couvent de Broumov a dû fuir vers Břevnov ; à partir de cette période, les deux abbayes ont formé un monastère double réuni sous l’autorité d’un même abbé résidant principalement à Břevnov.

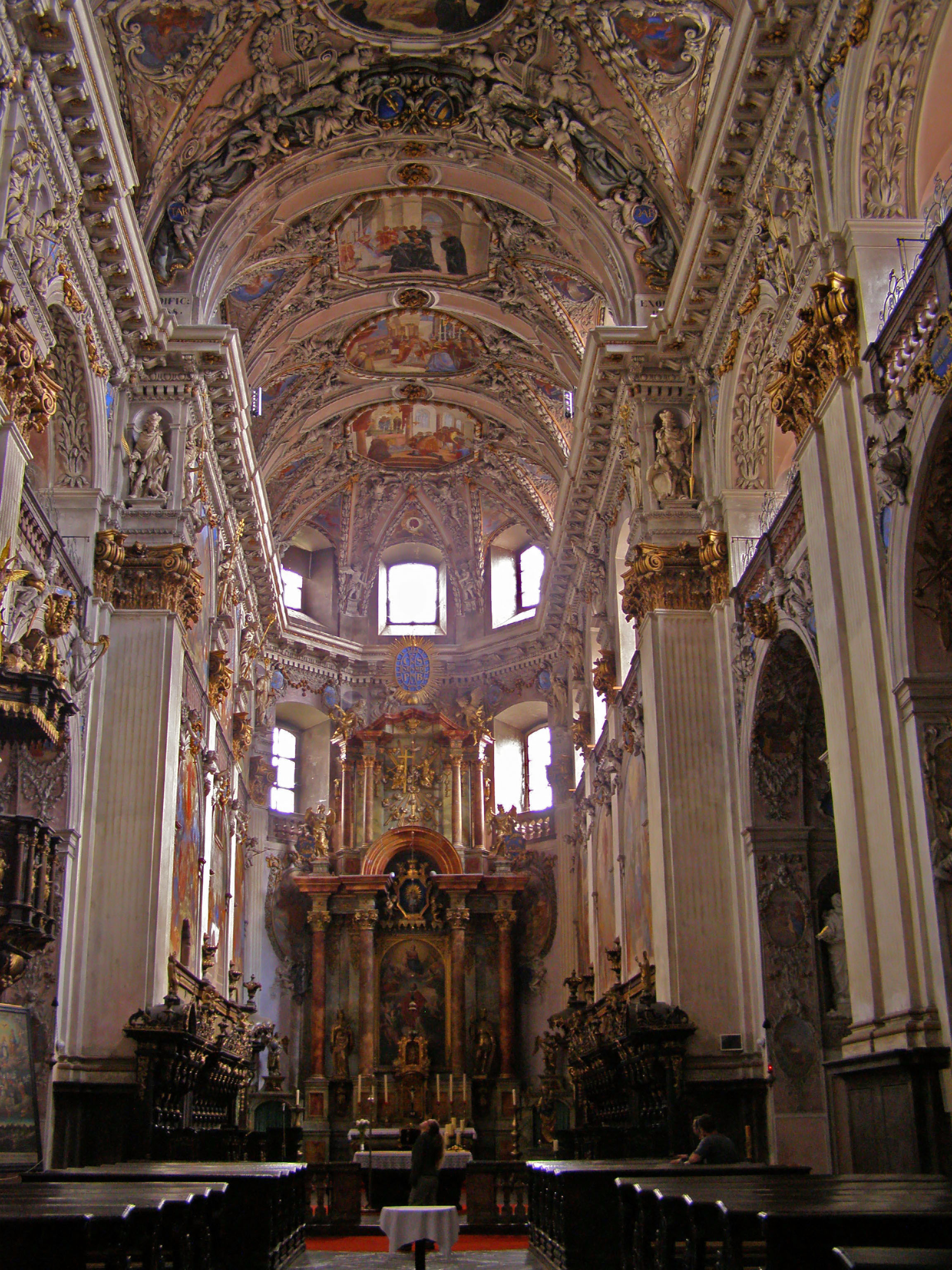
L'intérieur de l'église abbatiale.

Vers la fin du XVIIe siècle, à la suite des destructions causées par la guerre de Trente Ans, l'église abbatiale a été reconstruite en style baroque selon les plans de l'architecte Christophe Dientzenhofer. De 1728 à 1738, tout l'ensemble du monastère a été converti, imaginé par son fils Kilian Ignace Dientzenhofer. En 1703, les Bénédictins de l'abbaye de Broumov entrent en possession des biens de Legnickie Pole en Basse-Silésie avec le soutien de l'empereur Léopold Ier de Habsbourg. 
Depuis la fin du XIXe siècle, les tensions nationales entre les moines tchèques et allemands se sont accentuées. En 1938, la région des Sudètes a été annexée par l'Allemagne nazie à cause des accords de Munich. En conséquence, le Saint-Siège séparait le double monastère de Břevnov-Braunau. Après la Seconde Guerre mondiale, les populations germanophones des Sudètes sont expulsées de la nouvelle Tchécoslovaquie, du fait des décrets Beneš. Les moines trouvent refuge en 1946 à l'abbaye de Rohr en Bavière et sont remplacés par des moines tchèques, eux-mêmes expulsés quelques années plus tard.
L'abbaye fait partie en 1945 de la congrégation slave, union bénédictine placée sous le patronage de saint Aldalbert et faisant partie de la confédération bénédictine. Après sa restitution à l'Église catholique au cours de la révolution de Velours en 1989, elle n'est plus habitée et abrite en accord avec son administrateur des collections du musée municipal de Broumov. Les abbayes de Břevnov et de Broumov ont été réunifiées par décret de la Congrégation pour les religieux du 7 février 2018.